# 途中下車 (山川豊の曲)
「途中下車」（とちゅうげしゃ）は、1994年3月23日に発売された山川豊のシングル。

## 解説
- 作詞・作曲は吉幾三が手がけている。
- 1994年の『第45回NHK紅白歌合戦』で歌唱披露された。

## 収録曲
- 全編曲：野村豊

1. 途中下車 (4分36秒)
  - 作詞・作曲：吉幾三
2. 途中下車（オリジナル・カラオケ）
3. 男っていうヤツは (4分00秒)
  - 作詞・作曲：秋浩二
4. 男っていうヤツは（オリジナル・カラオケ）